# Maghiran
Maghiranul (Origanum majorana, Lamiaceae) este o plantă ierboasă perenă sensibilă la frig cu arome dulci de pin și citrice. Mai este numit măghiran sau măgheran.

## Tratamente naturale pe bază de măghiran
Maghiranul (Majorana hortensis) este o plantă medicinală considerată un remediu natural în tratamentul balonărilor, durerilor reumatice, gastritei hipoacide, tulburărilor care intervin la menopauză, insomniilor, durerilor de cap, afecțiunilor renale, stărilor de nervozitate și menstruației însoțite de dureri.
Ceaiul de maghiran băut zilnic va îmbunătăți starea pacientului, alungând oboseala fizică și psihică, stările anxioase, afecțiunile tractului urinar, palpitațiile și bronșita.